# Bad Cannstatt

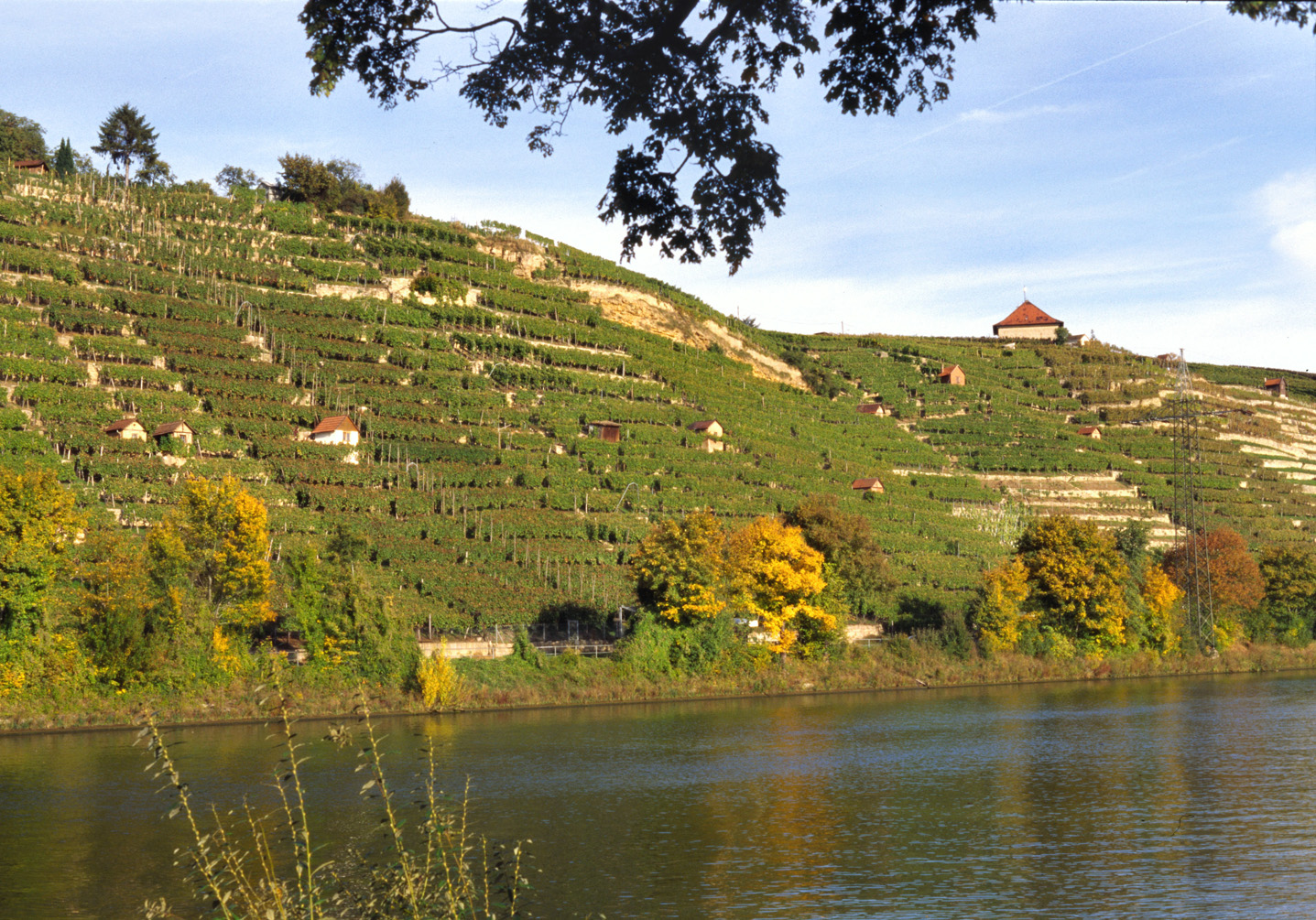
Vinodling vid floden Neckar i Cannstatt

Bad Cannstatt eller Cannstatt är en stadsdel i Stuttgart i Baden-Württemberg i Tyskland, tidigare en självständig stad med rötter tillbaka till romartiden. I Bad Cannstatt är känt för djurparken Wilhelma, mineralvattenkällor och Cannstatter Volksfest.

## Historia
Efter en kontrovers lämnade Gottlieb Daimler och Wilhelm Maybach firman Deutz och grundade 1882 i Cannstatt en verkstad för försöksverksamhet och utveckling med avsikt att åstadkomma en förbränningsmotor, som var användbar i fordon såväl till lands, till sjöss som i luften. 
1905 blev Cannstatt en del av Stuttgart. 1933 lades Bad till i namnet och sedan dess har orten namnet Bad Cannstatt.

## Sevärdheter
- Mercedes-Benz Museum
- MHPArena